# ایست اسپنسر (کارولینای شمالی)
ایست اسپنسر (به انگلیسی: East Spencer) شهری در ایالت کارولینای شمالی کشور ایالات متحده آمریکا است که جمعیت آن در سرشماری سال ۲۰۱۰ میلادی، ۱٬۵۳۴ نفر بوده‌است.